# Fouad Abdelmoumni
Fouad Abdelmoumni, né à Berkane en 1958, est un militant des droits de l’homme et économiste marocain.
Il est, depuis le 13 février 2016, secrétaire général de Transparency Maroc,. Connu également pour ses actions dans le domaine du microcrédit, il a été, à ce titre, directeur général de l’ONG Al Amana de 1997 à 2010.

## Biographie

### Premières années et formation
Fouad Abdelmoumni naît en 1958 à Berkane dans le nord-est du Maroc au lendemain de l’indépendance de 1956. Son père, d’origine Oujdie, est fonctionnaire au ministère de la Justice et sera, du fait de son activisme au sein de l’UNFP, sujet à plusieurs mutations à travers le pays au cours de sa carrière.
Fouad Abdelmoumni se retrouvera ainsi élève dans une école primaire à Fès et poursuivra sa formation au lycée Moulay Idriss puis à Casablanca pour terminer ses études secondaires au lycées Ibn Toumert et Mohammed V. Après l’obtention en 1976 d’un bac en sciences expérimentales, il s’inscrit à l’Institut des études agronomiques et vétérinaires de Rabat.

### Action politique
Dès 14 ans, il rejoint le syndicat national des lycées à l'activité clandestine. Au sujet de son activisme politique, il dit, « À l’époque, dans mon milieu, on était forcément républicain et révolutionnaire. Ou alors, il fallait accepter de rester en retrait. ». Au cours de son année universitaire, alors que le pays est en plein conflit au Sahara, et que Hassan II, à la suite de la marche verte, a confirmé son pouvoir et réprime violemment ses opposants, il se fait incarcérer pendant trois années.
Le régime marocain le fait espionner dans son intimité à des fins de chantage et d’humiliation. En février 2020, peu avant son mariage, ses beaux-parents et plusieurs de ses proches reçoivent des vidéos filmées à son insu lors de relations sexuelles avec sa compagne. La diffusion de ces vidéos a été annoncée par Chouf TV, un média de la presse de diffamation au Maroc .
Le 31 octobre 2024, Fouad Abdelmoumni est arrêté, par la police marocaine : Fouad Abdelmoumni est accusé de diffuser de fausses informations, et une enquête de police est également ouverte au moment de son arrestation. Fouad Abdelmoumni est également maintenu en garde à vue jusqu'à son procès le 1er novembre. Le 1er novembre 2024, Fouad Abdelmoumni est finalement remis en liberté, mais des poursuites sont toutefois engagées contre Fouad Abdelmoumni, pour diffusion d'allégations mensongères. Le 3 mars 2025, Fouad Abdelmoumni est condamné en première instance, à six mois de prison ferme et à plus de 190 euros d'amende.